# Кіна Ротгаммер
Кіна Ротгаммер (англ. Keena Rothhammer, 26 лютого 1957) — американська плавчиня.
Олімпійська чемпіонка 1972 року.
Чемпіонка світу з водних видів спорту 1973 року.